# Havneholmen station
Havneholmen station är en underjordisk metrostation (tunnelbana) vid Fisketorvet i Köpenhamns hamn som betjänar linje M4 på Köpenhamns metro. 
Stationen invigdes den 22 juni 2024 och är dekorerad av konstnärsgruppen Superflex.
Bänkar, ur och informationstavlor sitter i taket eller står ut från väggarna ovanför rulltrapporna och på perrongerna går uren baklänges eller alltför fort.
Stationen har också normal utrustning.